# إيطالو غالبياتي
إيطالو غالبياتي (بالإيطالية: Italo Galbiati)‏ (ولد في 8 أغسطس 1937، إيطاليا) لاعب كرة قدم إيطالي ومدرب كرة قدم إيطالي. بدأ روكو مسيرته كلاعب كرة قدم في نادي إنتر ميلان ولم يلعب معهم أي مباراة فانتقل إلى نادي ليتشي عام 1960 قبل أن يعتزل في 1966، ثم اتجه إلى التدريب ودرب الميلان أعوام 1981، 1982 و1984.

## روابط خارجية
- إيطالو غالبياتي على موقع قاعدة بيانات كرة القدم.إي يو (الإنجليزية)
- إيطالو غالبياتي على موقع عالم كرة القدم.نت (الإنجليزية)